# Rejon geniczeski
Rejon geniczeski (ukr. Генічеський район, Henicześkyj rajon) – rejon na Ukrainie, w obwodzie chersońskim, z siedzibą w Geniczesku. Jego powierzchnia wynosi 7120,5 km², zaś liczba ludności wynosi 118 tys. osób. Leży na brzegu Morza Azowskiego. Od lutego 2022 roku pod okupacją rosyjską.
Na terenie rejonu znajdują się 4 hromady:
- Geniczesk(inne języki)
- Iwaniwka(inne języki)
- Nyżni Sirohozy(inne języki)
- Nowotrojićke(inne języki)

Rejon został utworzony 19 lipca 2020 roku decyzją Rady Najwyższej z 17 lipca 2020 roku o przeprowadzeniu reformy administracyjno-terytorialnej Ukrainy. W jego skład weszły dotychczasowe rejony:
- geniczeski(inne języki)
- iwaniwski
- nyżniosirohozki
- nowotroicki

Od 24 lutego 2022 roku podczas inwazji Rosji na Ukrainę pod okupacją rosyjską. 30 września tego samego roku prezydent Rosji ogłosił włączenie do Rosji obwodu chersońskiego, nieuznane przez społeczność międzynarodową.